# 小山城 (遠江国)
小山城（こやまじょう）は、静岡県榛原郡吉田町にあった日本の城。吉田町指定史跡。

## 歴史
築年は不明。今川氏によって築かれた山崎の砦が土台となったとされる。今川義元が桶狭間の戦いに敗戦して以降、武田信玄と徳川家康は、大井川を境界として駿河を信玄、遠江を家康が領有することを約束していた。しかし1568年（永禄11年）12月、信玄がその約束を破って侵攻し、今川氏真を討って山崎の砦を攻略する。対して家康は松平真乗に城砦周辺の領地を与え、1570年（元亀元年）4月に城砦を落とすことに成功する。
1571年（元亀2年）2月、甲州から2万5,000人の兵を率いて攻め入った信玄はこれを真乗から奪取して「小山城」と名付け、大熊朝秀（長秀）を城主におき遠州攻略の拠点とした。それまで小規模の城砦にすぎなかったものが、武田方の改築によって本格的な築城がなされたとされている。
小山城築城は大井川西方の防衛ラインを形成し、武田方にとって高天神城攻略の為の拠点となった。これにより信玄は三河にて足助、田代、二連木を取ったとされる。
信玄の病死後には、子の武田勝頼が跡を継ぎ、東海道の金谷原に諏訪原城を築城し、高天神城攻めの足掛かりとした。しかし、勝頼は長篠の戦いに敗退、諏訪原城も落城し、残兵が逃げ帰った先が小山城であった。勢いに乗った徳川軍は小山城を攻撃したが、城番の岡部元信らの防戦により落城は免れた。小山城は堅牢であったため、滝堺城を通じて武田方の最前線である高天神城への補給路の要となっていた。これに対し徳川軍は、城の南方にある吉田田んぼの青田刈りを行い食糧攻めを行った。1581年（天正9年）3月に高天神城が落城し、翌1582年（天正10年）2月に織田信長・徳川家康連合軍による甲州征伐が開始されると、戦況をみた兵たちは城を捨て小山城は自落した。

## 構造

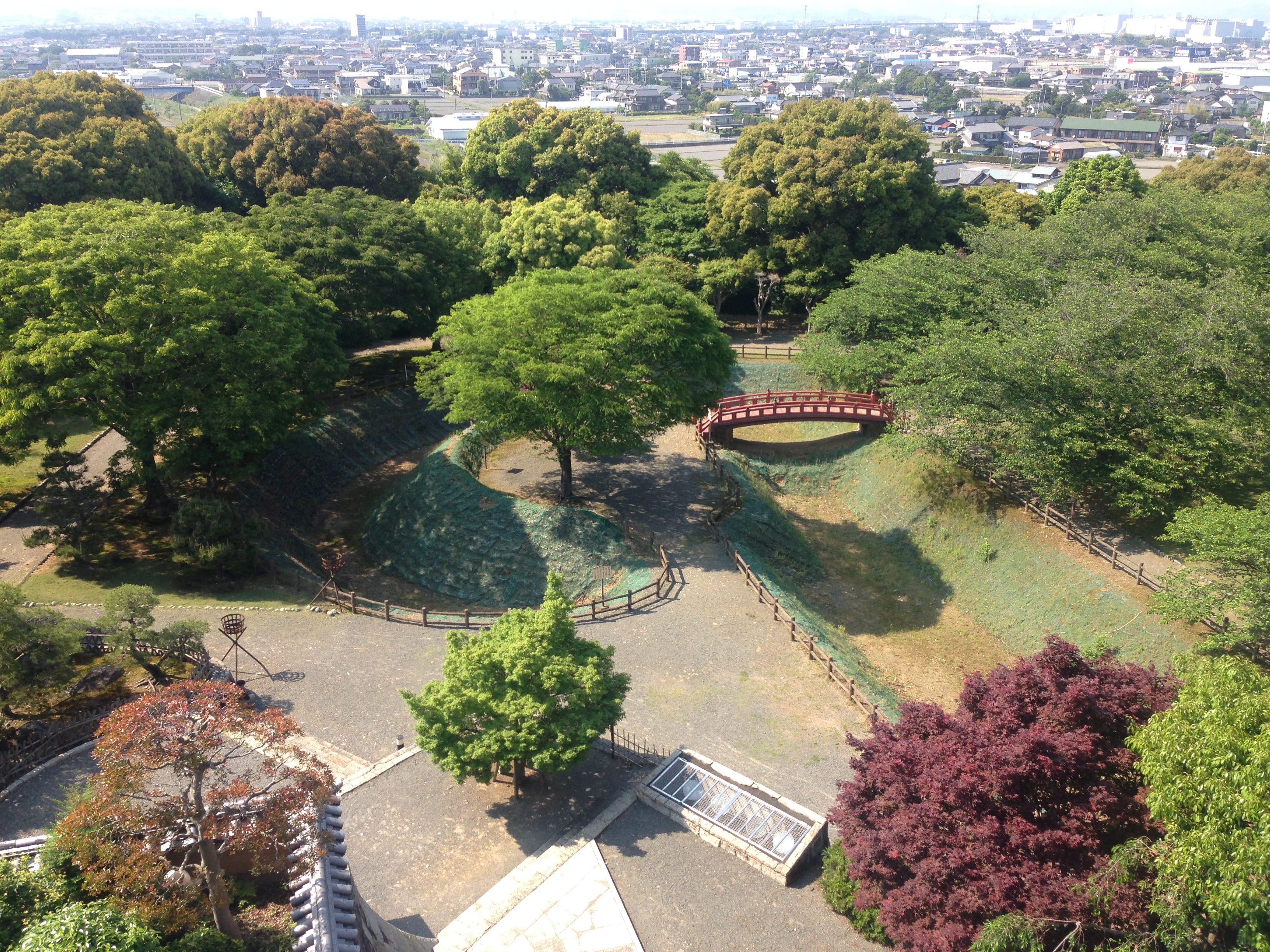
三日月堀

築城法の特徴が顕著で、築城の良し悪しを決定する縄張を行ったのは、甲州流築城家の馬場信春。
湯日川に面した舌状台地上に築城され、本曲輪・二の曲輪・三の曲輪からなる連郭式の城である。甲州流築城術の特徴である丸馬出し・三日月堀を持つ。三重の三日月堀は内側から幅7メートル、9メートル、10メートルであり、内側の2つには土塁があるが、一番外の堀には土塁がない。三重の堀は、他にあまり例がないとされている。

## 現況
1987年（昭和62年）9月、吉田町が小山城址に能満寺山公園として整備し、町のシンボルとして模擬天守「展望台小山城」を設けた。3層5階で、1、2階は史料展示室として町ゆかりの歴史史料や甲冑などが展示されている。3、4階は吹き抜け、5階は展望台となっており、町内を一望のもと見渡せ、晴天時には南アルプス連峰や伊豆半島、御前崎の海岸線、駿河湾までもが遠望できる。天守閣部分は犬山城を模したもので、400年前の小山城にあったものとは別物である。
また、城西側に掘られたトンネル（静岡県道230号住吉金谷線）は備前守隧道と命名された。

## 画像

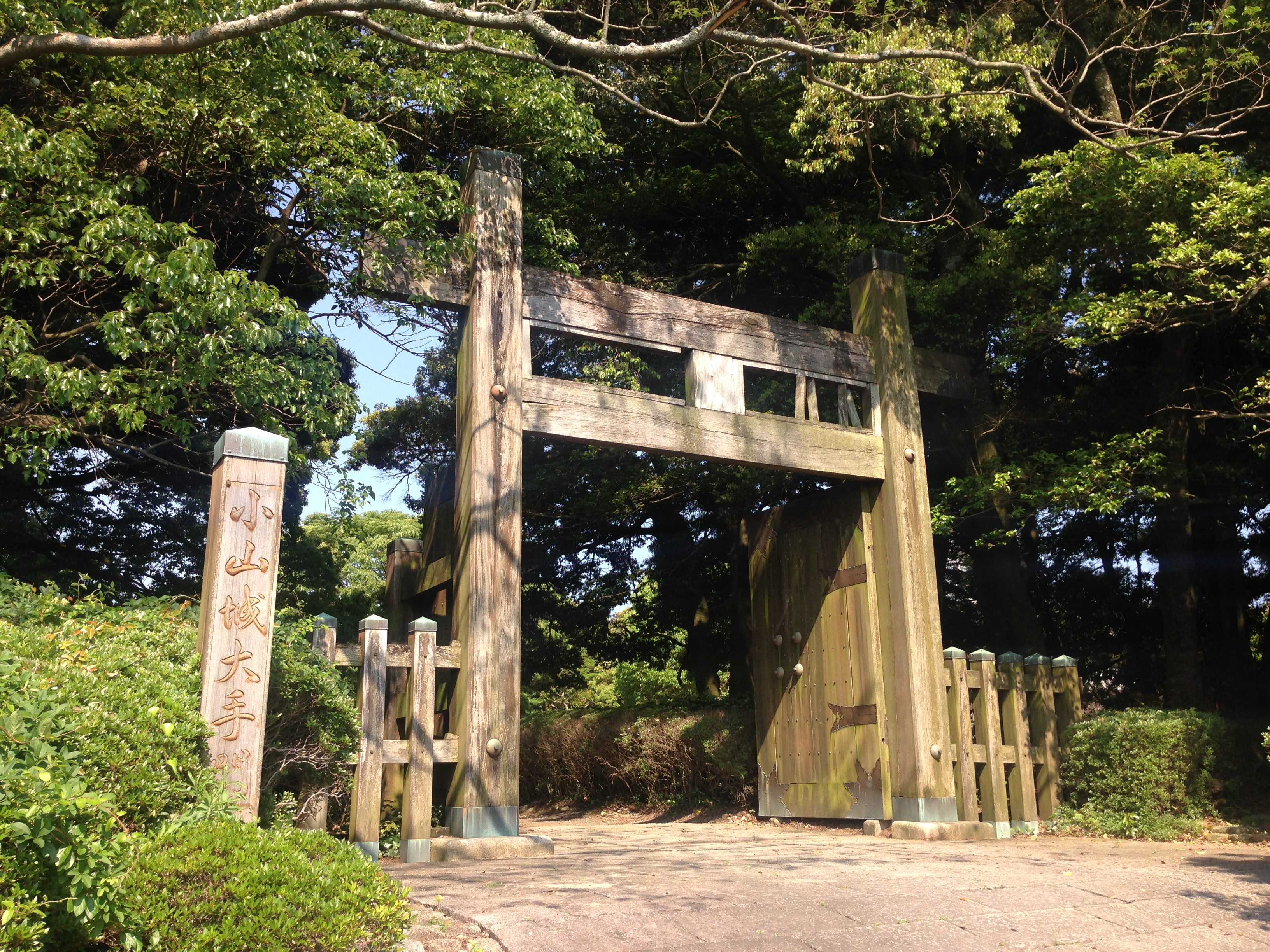
大手門（復元）
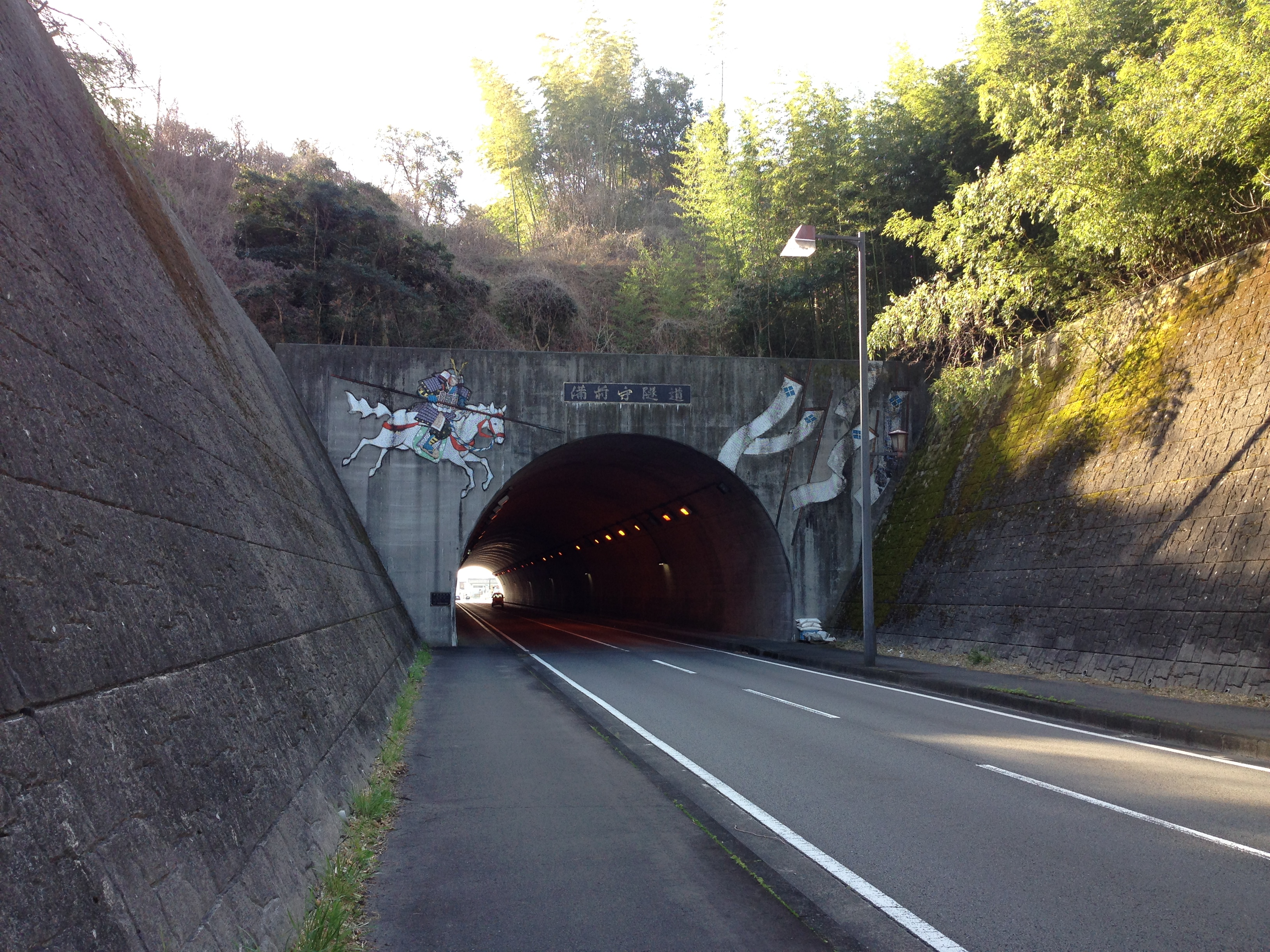
備前守隧道

## 交通アクセス

### 路線バス
- JR静岡駅から

しずてつジャストライン特急静岡相良線・相良営業所行き、「片岡北吉田特別支援学校」下車、徒歩5分
- JR藤枝駅から

しずてつジャストライン 藤枝相良線・相良営業所行き、「片岡北吉田特別支援学校」下車、徒歩5分
- JR島田駅から

しずてつジャストライン 島田静波線・静波海岸入口行き、「片岡北吉田特別支援学校」下車、徒歩5分

### 自動車
- 東名吉田ICから

出口を出て県道34号を右折後、国道150号方面へ約1.8キロメートル南下し、案内板が見えたら右折後約400メートル
- 国道150号から

国道150号「片岡」交差点を島田方面へ北上し、約400メートル